# Staurothek

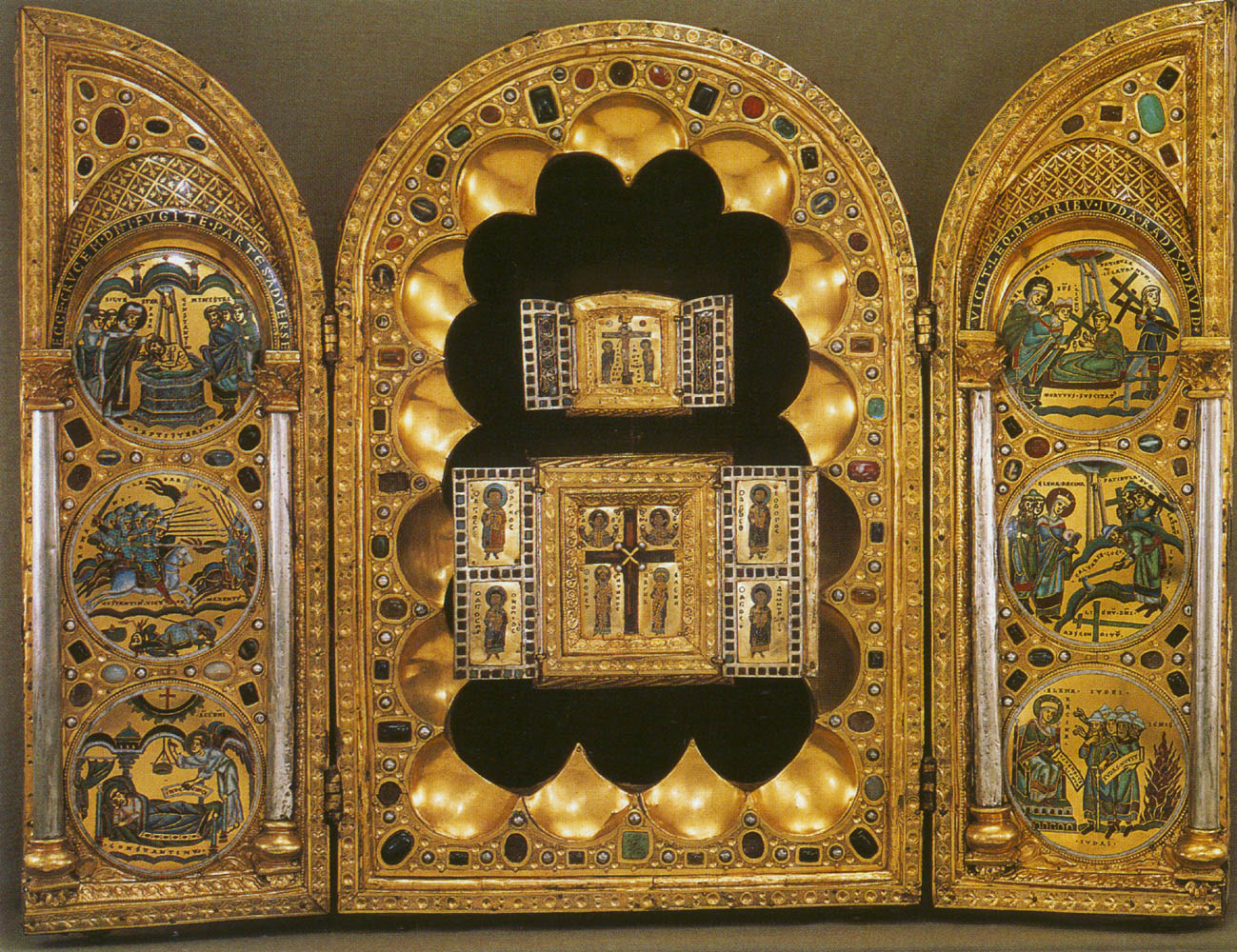
Stavelot-Triptychon, um 1156/58 für das Kloster Stavelot geschaffen, in der Mitte zwei wiederverwendete byzantinische Staurotheken

Eine Staurothek (von altgriechisch σταυρός staurós „Kreuz“ und θήκη théke „Behälter, Kiste“) ist ein Reliquiar, in dem Teile des Kreuzes Christi aufbewahrt werden.
Als das wahre Kreuz Christi wird das Kreuz, an dem Jesus Christus gekreuzigt worden ist, bezeichnet. Seit dem Ende des 4. Jahrhunderts wurden Kreuzreliquien in der Christenheit ein besonderer Gegenstand der Verehrung. Für die Aufbewahrung der Holzsplitter wurden besonders kostbar ausgestattete Reliquienbehälter, die Staurotheken, angefertigt.
Zu den bekanntesten byzantinischen Staurotheken gehören die Limburger Staurothek, die Mettlacher Staurothek, die Staurothek von Esztergom, die Staurothek von Cortona, die Staurothek von Prag, die Fieschi-Morgan-Staurothek und die Staurothek des Kardinals Bessarion. Byzantinische Staurotheken wurden im Westen teilweise umgearbeitet und ergänzt, wie etwa ein Reliquiar im Louvre oder das Stavelot-Triptychon.